# Сейлембург (Північна Кароліна)
Сейлембург (англ. Salemburg) — місто (англ. town) в США, в окрузі Сампсон штату Північна Кароліна. Населення — 457 осіб (2020).

## Географія
Сейлембург розташований за координатами 35°0′55″ пн. ш. 78°30′10″ зх. д. / 35.01528° пн. ш. 78.50278° зх. д. (35.015158, -78.502799).  За даними Бюро перепису населення США в 2010 році місто мало площу 2,53 км², уся площа — суходіл.

## Демографія
Згідно з переписом 2010 року, у місті мешкало 435 осіб у 208 домогосподарствах у складі 119 родин. Густота населення становила 172 особи/км².  Було 240 помешкань (95/км²).
Расовий склад населення:
| - 88,3 % — білих - 7,1 % — чорних або афроамериканців - 1,4 % — корінних американців - 0,2 % — азіатів |

До двох чи більше рас належало 2,1 %. Частка іспаномовних становила 2,1 % від усіх жителів.
За віковим діапазоном населення розподілялося таким чином: 17,9 % — особи молодші 18 років, 57,7 % — особи у віці 18—64 років, 24,4 % — особи у віці 65 років та старші. Медіана віку мешканця становила 48,3 року. На 100 осіб жіночої статі у місті припадало 79,0 чоловіків;  на 100 жінок у віці від 18 років та старших — 77,6 чоловіків також старших 18 років.
Середній дохід на одне домашнє господарство  становив 43 159 доларів США (медіана — 36 528), а середній дохід на одну сім'ю — 49 538 доларів (медіана — 39 444). Медіана доходів становила 41 071 долар для чоловіків та 31 250 доларів для жінок. За межею бідності перебувало 16,8 % осіб, у тому числі 25,8 % дітей у віці до 18 років та 13,2 % осіб у віці 65 років та старших.
Цивільне працевлаштоване населення становило 126 осіб. Основні галузі зайнятості: освіта, охорона здоров'я та соціальна допомога — 31,7 %, роздрібна торгівля — 15,1 %, публічна адміністрація — 12,7 %.